# Iasion
Iasion (Ἰασίων|Iasíōn) is een figuur uit de Griekse mythologie. Hij is de mythische stichter van de riten op het eiland Samothrace.
Volgens Hesiodos is Iasion de zoon van Elektra en Zeus.
Samen met Demeter kreeg hij een zoon: Ploutos, de god van de rijkdom.